# Serie A2 2025-2026 (pallacanestro maschile)
La Serie A2 2025-26, denominata per ragioni di sponsorizzazione Serie A2 Old Wild West, è la tredicesima edizione del massimo livello dilettantistico e secondo livello del campionato italiano di pallacanestro, dopo la riforma avvenuta nell'estate 2013.

## Stagione

### Novità
A sostituire le retrocesse Piacenza, Nardò e Vigevano sono state promosse dalla Serie B 2024-2025 Roseto, Ruvo di Puglia e Mestre.

A sostituire le promosse Udine e Cantù scendono dalla massima serie Pistoia e Scafati.

La Blu Basket 1971 trasferisce il titolo sportivo da Orzinuovi a Bergamo.

### Formula
Il campionato avrà inizio con la fase di qualificazione si svolgerà su girone unico da 20 squadre. Ogni formazione andrà a disputare un totale di 38 partite, giocando contro tutte le altre squadre due volte in un girone di andata ed uno di ritorno. La prima classificata sarà promossa in Serie A. La squadra classificata al 20º posto retrocederà direttamente in Serie B Nazionale.

La seconda fase del campionato prevederà una fase play-off a cui accedono direttamente le squadre classificate dal 2º al 7º posto nella fase di qualificazione e le 2 formazioni vincitrici dei play-In disputati su due turni tra le formazioni 8º e il 13º posto della fase di qualificazione. Il primo turno dei play-in vedrà confrontarsi in una gara unica in casa della meglio classificata 10ª vs 13º (gara A) e la 11º vs 12º (gara B). Le due vincitrici accederanno al secondo turno in cui affronteranno 8ª e la 9ª classificata della fase di qualificazione in gara unica in casa della meglio classificata (8º vs vincente gara B e 9º vs vincente gara A) determinando così le ultime due squadre ad accedere al tabellone play off che avverranno con sequenza Casa-Casa-Fuori-Fuori-Casa. La squadra vincente la Finale determinerà la seconda formazione promossa in Serie A.

Le squadre classificate dal 16º al 19º posto nella fase di qualificazione accederanno ai play-out e si incontreranno con sequenza Casa-Casa-Fuori-Fuori-Casa vedendo 16º vs 19º e la 17º vs 18º. Le due squadre perdenti retrocedono nel Campionato di Serie B nazionale. Per ogni squadra è obbligatorio iscrivere a referto 8 giocatori di formazione italiana, 2 giocatori comunitari o extracomunitari, e con 11º e 12º atleta di categoria giovanile.

### Stagione
Il campionato, come annunciato dalla Federazione, inizierà il 21 settembre 2025 con la prima giornata. L'ultima partita della regular season sarà disputata il 26 aprile 2026, mentre la post season inizierà il 30 aprile 2026. La LNP ha annunciato la pubblicazione dei calendari di Serie A2 e Serie B Nazionale per il giorno 30 luglio alle ore 12:00, compilato con applicazione del format asimmetrico che nelle 38 giornate non prevede corrispondenza tra le sfide dello stesso turno del girone di andata e di ritorno. La prima giornata è stata presentata in anteprima il giorno 29 luglio 2025.

## Squadre

### Squadre
| Squadra               | Stagione | Città                     | Palazzetto          | Stagione precedente                                   |
| --------------------- | -------- | ------------------------- | ------------------- | ----------------------------------------------------- |
| Avellino Basket       | dettagli | Avellino                  | PalaDelMauro        | 10ª in Serie A2                                       |
| Blu Basket Bergamo    | dettagli | Bergamo                   | ChorusLife Arena    | 14ª in Serie A2                                       |
| Fortitudo Bologna     | dettagli | Bologna                   | PalaDozza           | 8ª in Serie A2                                        |
| N.B. Brindisi         | dettagli | Brindisi                  | PalaPentassuglia    | 13ª in Serie A2                                       |
| Benedetto XIV Cento   | dettagli | Cento (FE)                | Baltur Arena        | 15ª in Serie A2                                       |
| UEB Cividale          | dettagli | Cividale del Friuli (UD)  | PalaGesteco         | 5ª in Serie A2                                        |
| JuVi Cremona          | dettagli | Cremona                   | PalaRadi            | 16ª in Serie A2                                       |
| Pall. Forlì 2.015     | dettagli | Forlì                     | Unieuro Arena       | 1ª in Serie A2                                        |
| Libertas Livorno 1947 | dettagli | Livorno                   | PalaMacchia         | 6ª in Serie A2                                        |
| Basket Mestre         | dettagli | Mestre (VE)               | Palasport Taliercio | 6ª in Serie B Nazionale Girone A, promossa ai playoff |
| Urania Milano         | dettagli | Milano                    | Allianz Cloud       | 7ª in Serie A2                                        |
| V.L. Pesaro           | dettagli | Pesaro                    | Vitrifrigo Arena    | 11ª in Serie A2                                       |
| Pistoia Basket        | dettagli | Pistoia                   | PalaCarrara         | 16ª in Serie A, retrocessa                            |
| RSR Sebastiani Rieti  | dettagli | Rieti                     | PalaSojourner       | 3ª in Serie A2                                        |
| Rinascita B. Rimini   | dettagli | Rimini                    | Palasport Flaminio  | 4ª in Serie A2                                        |
| Pall. Roseto          | dettagli | Roseto degli Abruzzi (TE) | PalaMaggetti        | 1ª in Serie B Nazionale Girone B, promossa ai playoff |
| Ruvo di Puglia        | dettagli | Ruvo di Puglia (BA)       | PalaColombo         | 2ª in Serie B Nazionale Girone B, promossa ai playoff |
| Scafati Basket        | dettagli | Scafati (SA)              | PalaMangano         | 15ª in Serie A, retrocessa                            |
| Basket Torino         | dettagli | Torino                    | PalaSport G. Asti   | 12ª in Serie A2                                       |
| Scaligera Verona      | dettagli | Verona                    | Pala AGSM AIM       | 9ª in Serie A2                                        |

### Allenatori e primatisti
| Squadra               | Allenatore              | Capitano | Cestista più presente | Miglior marcatore |
| --------------------- | ----------------------- | -------- | --------------------- | ----------------- |
| Avellino Basket       | Maurizio Buscaglia      |          |                       |                   |
| Blu Basket Bergamo    | Andrea Zanchi           |          |                       |                   |
| Fortitudo Bologna     | Attilio Caja            |          |                       |                   |
| N.B. Brindisi         | Piero Bucchi            |          |                       |                   |
| Benedetto XIV Cento   | Emanuele Di Paolantonio |          |                       |                   |
| UEB Cividale          | Attilio Caja            |          |                       |                   |
| JuVi Cremona          | Luca Bechi              |          |                       |                   |
| Pall. Forlì 2.015     | Antimo Martino          |          |                       |                   |
| Libertas Livorno 1947 | Andrea Diana            |          |                       |                   |
| Basket Mestre         | Mattia Ferrari          |          |                       |                   |
| Urania Milano         | Marco Cardani           |          |                       |                   |
| V.L. Pesaro           | Spiro Leka              |          |                       |                   |
| Pistoia Basket        | Tommaso Della Rosa      |          |                       |                   |
| RSR Sebastiani Rieti  | Franco Ciani            |          |                       |                   |
| Rinascita B. Rimini   | Sandro Dell'Agnello     |          |                       |                   |
| Pall. Roseto          | Alessandro Finelli      |          |                       |                   |
| Ruvo di Puglia        | Stefano Rajola          |          |                       |                   |
| Scafati Basket        | Alessandro Crotti       |          |                       |                   |
| Basket Torino         | Paolo Moretti           |          |                       |                   |
| Scaligera Verona      | Demis Cavina            |          |                       |                   |

## Fase di qualificazione

### Classifica
|  | Pos. | Squadra               | PT | G | V | P | PF | PS | Dif |
|  | ---- | --------------------- | -- | - | - | - | -- | -- | --- |
|  | 1.   | Avellino Basket       | 0  | 0 | 0 | 0 | 0  | 0  | 0   |
|  | 2.   | Bergamo               | 0  | 0 | 0 | 0 | 0  | 0  | 0   |
|  | 3.   | Fortitudo Bologna     | 0  | 0 | 0 | 0 | 0  | 0  | 0   |
|  | 4.   | N.B. Brindisi         | 0  | 0 | 0 | 0 | 0  | 0  | 0   |
|  | 5.   | Benedetto XIV Cento   | 0  | 0 | 0 | 0 | 0  | 0  | 0   |
|  | 6.   | UEB Cividale          | 0  | 0 | 0 | 0 | 0  | 0  | 0   |
|  | 7.   | JuVi Cremona          | 0  | 0 | 0 | 0 | 0  | 0  | 0   |
|  | 8.   | Pall. Forlì 2.015     | 0  | 0 | 0 | 0 | 0  | 0  | 0   |
|  | 9.   | Libertas Livorno 1947 | 0  | 0 | 0 | 0 | 0  | 0  | 0   |
|  | 10.  | Basket Mestre         | 0  | 0 | 0 | 0 | 0  | 0  | 0   |
|  | 11.  | Urania Milano         | 0  | 0 | 0 | 0 | 0  | 0  | 0   |
|  | 12.  | V.L. Pesaro           | 0  | 0 | 0 | 0 | 0  | 0  | 0   |
|  | 13.  | Pistoia Basket        | 0  | 0 | 0 | 0 | 0  | 0  | 0   |
|  | 14.  | RSR Sebastiani Rieti  | 0  | 0 | 0 | 0 | 0  | 0  | 0   |
|  | 15.  | Rinascita B. Rimini   | 0  | 0 | 0 | 0 | 0  | 0  | 0   |
|  | 16.  | Pall. Roseto          | 0  | 0 | 0 | 0 | 0  | 0  | 0   |
|  | 17.  | Ruvo di Puglia        | 0  | 0 | 0 | 0 | 0  | 0  | 0   |
|  | 18.  | Scafati Basket        | 0  | 0 | 0 | 0 | 0  | 0  | 0   |
|  | 19.  | Basket Torino         | 0  | 0 | 0 | 0 | 0  | 0  | 0   |
|  | 20.  | Scaligera Verona      | 0  | 0 | 0 | 0 | 0  | 0  | 0   |

Legenda:
      Promozione Diretta in Serie A e Campione italiano dilettanti.
      Ammesse ai play-off promozione.
      Partecipante al play-in.
 Promossa dopo i play-off in Serie A.
      Partecipante al play-out
 Retrocessa in Serie B Nazionale
      Retrocessa direttamente in Serie B Nazionale
  Campione Serie A2
  Vincitrice della Supercoppa LNP 2025
  Vincitrice della Coppa Italia 2026
Regolamento:
Due punti a vittoria, zero a sconfitta. In caso di parità tra due squadre si considera la differenza canestri degli scontri diretti, in caso di scarto nullo si considera il coefficiente canestri (PF/PS)
Note:

### Calendario

#### Girone di andata
|         | 1ª giornata                                    |  |
|         |                                                |  |
| 20 set. | Urania Basket Milano - Rinascita Basket Rimini |  |
| 21 set. | Blu Basket Bergamo - Victoria Libertas Pesaro  |  |
| 21 set. | Basket Scafati - Basket Mestre                 |  |
| 21 set. | RSR Sebastiani Rieti - Avellino Basket         |  |
| 21 set. | JuVi Cremona - Pallacanestro Forlì 2.015       |  |
| 21 set. | Basket Torino - UEB Cividale                   |  |
| 21 set. | Pallacanestro Roseto - Fortitudo Bologna       |  |
| 21 set. | Libertas Livorno 1947 - Benedetto XIV Cento    |  |
| 21 set. | Scaligera Basket Verona - Pistoia Basket 2000  |  |
| 21 set. | Ruvo di Puglia - New Basket Brindisi           |  |

|         | 2ª giornata                                              |  |
|         |                                                          |  |
| 27 set. | UEB Cividale - Scaligera Basket Verona                   |  |
| 27 set. | Basket Mestre - Pallacanestro Roseto                     |  |
| 28 set. | Benedetto XIV Cento - Basket Torino                      |  |
| 28 set. | Avellino Basket - Urania Basket Milano                   |  |
| 28 set. | Victoria Libertas Pesaro - Libertas Livorno 1947         |  |
| 28 set. | Fortitudo Bologna - Basket Scafati                       |  |
| 28 set. | Pistoia Basket 2000 - Blu Basket Bergamo                 |  |
| 28 set. | Pallacanestro Forlì 2.015 - Pallacanestro Ruvo di Puglia |  |
| 28 set. | New Basket Brindisi - JuVi Cremona                       |  |
| 28 set. | Rinascita Basket Rimini - RSR Sebastiani Rieti           |  |

|  | Primo turno | Primo turno | Primo turno |  |  | Secondo turno | Secondo turno | Secondo turno |  |  | Accesso play-off | Accesso play-off |
|  |             |             |             |  |  |               |               |               |  |  |                  |                  |
|  |             |             |             |  |  |               |               |               |  |  |                  |                  |
|  | 11          |             |             |  |  |               |               |               |  |  |                  |                  |
|  | 12          |             |             |  |  |               |               |               |  |  |                  |                  |
|  |             |             |             |  |  | 8             |               |               |  |  |                  |                  |
|  |             |             |             |  |  |               |               |               |  |  |                  |                  |
|  |             |             |             |  |  |               |               |               |  |  |                  |                  |
|  |             |             |             |  |  |               |               |               |  |  |                  |                  |
|  |             |             |             |  |  | 9             |               |               |  |  |                  |                  |
|  |             |             |             |  |  |               |               |               |  |  |                  |                  |
|  | 10          |             |             |  |  |               |               |               |  |  |                  |                  |
|  | 13          |             |             |  |  |               |               |               |  |  |                  |                  |

|  | Spareggi Retrocessione | Spareggi Retrocessione | Spareggi Retrocessione | Spareggi Retrocessione | Spareggi Retrocessione | Spareggi Retrocessione | Spareggi Retrocessione |  |  | Squadre Retrocesse in Serie B Nazionale | Squadre Retrocesse in Serie B Nazionale | Squadre Retrocesse in Serie B Nazionale | Squadre Retrocesse in Serie B Nazionale | Squadre Retrocesse in Serie B Nazionale | Squadre Retrocesse in Serie B Nazionale | Squadre Retrocesse in Serie B Nazionale |  |
|  |                        |                        |                        |                        |                        |                        |                        |  |  |                                         |                                         |                                         |                                         |                                         |                                         |                                         |  |
|  | 16                     |                        |                        |                        |                        |                        |                        |  |  |                                         |                                         |                                         |                                         |                                         |                                         |                                         |  |
|  | 19                     |                        |                        |                        |                        |                        |                        |  |  |                                         |                                         |                                         |                                         |                                         |                                         |                                         |  |
|  | 17                     |                        |                        |                        |                        |                        |                        |  |  |                                         |                                         |                                         |                                         |                                         |                                         |                                         |  |
|  | 18                     |                        |                        |                        |                        |                        |                        |  |  |                                         |                                         |                                         |                                         |                                         |                                         |                                         |  |

|  | Quarti di finale | Quarti di finale | Quarti di finale | Quarti di finale | Quarti di finale | Quarti di finale | Quarti di finale |  |  | Semifinali | Semifinali | Semifinali | Semifinali | Semifinali | Semifinali | Semifinali |  |  | Finale | Finale | Finale | Finale | Finale | Finale | Finale |  |
|  |                  |                  |                  |                  |                  |                  |                  |  |  |            |            |            |            |            |            |            |  |  |        |        |        |        |        |        |        |  |
|  | 2                |                  |                  |                  |                  |                  |                  |  |  |            |            |            |            |            |            |            |  |  |        |        |        |        |        |        |        |  |
|  | 9                |                  |                  |                  |                  |                  |                  |  |  |            |            |            |            |            |            |            |  |  |        |        |        |        |        |        |        |  |
|  | 5                |                  |                  |                  |                  |                  |                  |  |  |            |            |            |            |            |            |            |  |  |        |        |        |        |        |        |        |  |
|  | 6                |                  |                  |                  |                  |                  |                  |  |  |            |            |            |            |            |            |            |  |  |        |        |        |        |        |        |        |  |
|  | 4                |                  |                  |                  |                  |                  |                  |  |  |            |            |            |            |            |            |            |  |  |        |        |        |        |        |        |        |  |
|  | 7                |                  |                  |                  |                  |                  |                  |  |  |            |            |            |            |            |            |            |  |  |        |        |        |        |        |        |        |  |
|  | 3                |                  |                  |                  |                  |                  |                  |  |  |            |            |            |            |            |            |            |  |  |        |        |        |        |        |        |        |  |
|  | 8                |                  |                  |                  |                  |                  |                  |  |  |            |            |            |            |            |            |            |  |  |        |        |        |        |        |        |        |  |

| Pallacanestro di club in Italia — stagione 2025-2026                                                                                           | Pallacanestro di club in Italia — stagione 2025-2026 |
| Stagione precedente (2024-2025) | Stagione precedente (2024-2025)                      |
| --- | ---------------------------------------------------- |
| Maschile | A · A2 · B Naz. · B Int. · C                         |
| Femminile | A1 · A2                                              |
| Stagione 2025-2026 |                                                      |
| Maschile | · A2 · B Naz.                                        |
| Femminile |                                                      |
| Stagione successiva (2026-2027) |                                                      |
| Maschile |                                                      |
| Femminile |                                                      |
| Classifiche · Coppa Italia maschile · Coppa Italia femminile · Supercoppa maschile · Supercoppa femminile · Federazione Italiana Pallacanestro |                                                      |

| Stagioni sportive delle squadre di Serie A2 2025-2026 | Stagioni sportive delle squadre di Serie A2 2025-2026 |
| --- | ----------------------------------------------------- |
| Avellino · Bergamo · Brindisi · Cento · Cividale · Forlì · Fortitudo Bologna · JuVi Cremona · Libertas Livorno · Mestre · Pesaro · Pistoia · Rieti · Rimini · Roseto · Ruvo di Puglia · Scafati · Torino · Urania Milano · Verona |                                                       |

| Div.Nazionale (1920-1937) | 1920 · 1921 · 1922 · 1923 · 1924 · 1925 · 1926 · 1927 · 1928 · 1929 · 1930 · 1931 · 1932 · 1933 · 1934 · 1935 · 1935-36 · 1936-37 |
| Serie A (1937-1943)       | 1937-38 · 1938-39 · 1939-40 · 1940-41 · 1941-42 · 1942-43 |
| Div.Nazionale (1943-1947) | 1944 · 1945 · 1945-46 · 1946-47 |
| Serie A (1947-1955)       | 1947-48 · 1948-49 · 1949-50 · 1950-51 · 1951-52 · 1952-53 · 1953-54 · 1954-55 |
| Elette (1955-1965)        | 1955-56 · 1956-57 · 1957-58 · 1958-59 · 1959-60 · 1960-61 · 1961-62 · 1962-63 · 1963-64 · 1964-65 |
| Serie A (1965-1974)       | 1965-66 · 1966-67 · 1967-68 · 1968-69 · 1969-70 · 1970-71 · 1971-72 · 1972-73 · 1973-74 |
| Serie A1 (1974-2001)      | 1974-75 · 1975-76 · 1976-77 · 1977-78 · 1978-79 · 1979-80 · 1980-81 · 1981-82 · 1982-83 · 1983-84 · 1984-85 · 1985-86 · 1986-87 · 1987-88 · 1988-89 · 1989-90 · 1990-91 · 1991-92 · 1992-93 · 1993-94 · 1994-95 · 1995-96 · 1996-97 · 1997-98 · 1998-99 · 1999-00 · 2000-01 |
| Serie A (dal 2001)        | 2001-02 · 2002-03 · 2003-04 · 2004-05 · 2005-06 · 2006-07 · 2007-08 · 2008-09 · 2009-10 · 2010-11 · 2011-12 · 2012-13 · 2013-14 · 2014-15 · 2015-16 · 2016-17 · 2017-18 · 2018-19 · 2019-20 · 2020-21 · 2021-22 · 2022-23 · 2023-24 · 2024-25 · 2025-26                     |

| Prima Divisione (1931-1937) | 1930 · 1931 · 1932 · 1933 · 1934 · 1935 · 1936 · 1936-37 |
| Serie B (1937-1955)         | 1937-38 · 1938-39 · 1939-40 · 1940-41 · 1941-42 · 1942-43 · 1943-47 · 1947-48 · 1948-49 · 1949-50 · 1950-51 · 1951-52 · 1952-53 · 1953-54 · 1954-55 |
| Serie A (1955-1965)         | 1955-56 · 1956-57 · 1957-58 · 1958-59 · 1959-60 · 1960-61 · 1961-62 · 1962-63 · 1963-64 · 1964-65 |
| Serie B (1965-1974)         | 1965-66 · 1966-67 · 1967-68 · 1968-69 · 1969-70 · 1970-71 · 1971-72 · 1972-73 · 1973-74 |
| Serie A2 (1974-2001)        | 1974-75 · 1975-76 · 1976-77 · 1977-78 · 1978-79 · 1979-80 · 1980-81 · 1981-82 · 1982-83 · 1983-84 · 1984-85 · 1985-86 · 1986-87 · 1987-88 · 1988-89 · 1989-90 · 1990-91 · 1991-92 · 1992-93 · 1993-94 · 1994-95 · 1995-96 · 1996-97 · 1997-98 · 1998-99 · 1999-00 · 2000-01 |
| Legadue (2001-2013)         | 2001-02 · 2002-03 · 2003-04 · 2004-05 · 2005-06 · 2006-07 · 2007-08 · 2008-09 · 2009-10 · 2010-11 · 2011-12 · 2012-13 |
| DNA Gold (2013-2014)        | 2013-14 |
| Serie A2 (dal 2014)         | 2014-15 · 2015-16 · 2016-17 · 2017-18 · 2018-19 · 2019-20 · 2020-21 · 2021-22 · 2022-23 · 2023-24 · 2024-25 · 2025-26 |

| Seconda Divisione (1931-1937)    | 1931 · 1932 · 1933 · 1934 · 1935 · 1936 · 1936-37 |
| Prima Divisione (1937-1943)      | 1937-38 · 1938-39 · 1939-40 · 1940-41 · 1941-42 · 1942-43 · 1943-48 |
| Serie C (1948-1955)              | 1948-49 · 1949-50 · 1950-51 · 1951-52 · 1952-53 · 1953-54 · 1954-55 |
| Serie B (1955-1965)              | 1955-56 · 1956-57 · 1957-58 · 1958-59 · 1959-60 · 1960-61 · 1961-62 · 1962-63 · 1963-64 · 1964-65 |
| Serie C (1965-1974)              | 1965-66 · 1966-67 · 1967-68 · 1968-69 · 1969-70 · 1970-71 · 1971-72 · 1972-73 · 1973-74 |
| Serie B (1974-1986)              | 1974-75 · 1975-76 · 1976-77 · 1977-78 · 1978-79 · 1979-80 · 1980-81 · 1981-82 · 1982-83 · 1983-84 · 1984-85 · 1985-86 |
| Serie B d'Eccellenza (1986-2008) | 1986-87 · 1987-88 · 1988-89 · 1989-90 · 1990-91 · 1991-92 · 1992-93 · 1993-94 · 1994-95 · 1995-96 · 1996-97 · 1997-98 · 1998-99 · 1999-00 · 2000-01 · 2001-02 · 2002-03 · 2003-04 · 2004-05 · 2005-06 · 2006-07 · 2007-08 |
| Serie A Dil./DNA (2008-2014)     | 2008-09 · 2009-10 · 2010-11 · 2011-12 · 2012-13 · 2013-14 |
| Serie B (2014-2023)              | 2014-15 · 2015-16 · 2016-17 · 2017-18 · 2018-19 · 2019-20 · 2020-21 · 2021-22 · 2022-23 |
| Serie B Nazionale (dal 2023)     | 2023-24 · 2024-25 · 2025-26 |

| Div.Nazionale (1920-1937) | 1920 · 1921 · 1922 · 1923 · 1924 · 1925 · 1926 · 1927 · 1928 · 1929 · 1930 · 1931 · 1932 · 1933 · 1934 · 1935 · 1935-36 · 1936-37 |
| Serie A (1937-1943)       | 1937-38 · 1938-39 · 1939-40 · 1940-41 · 1941-42 · 1942-43 |
| Div.Nazionale (1943-1947) | 1944 · 1945 · 1945-46 · 1946-47 |
| Serie A (1947-1955)       | 1947-48 · 1948-49 · 1949-50 · 1950-51 · 1951-52 · 1952-53 · 1953-54 · 1954-55 |
| Elette (1955-1965)        | 1955-56 · 1956-57 · 1957-58 · 1958-59 · 1959-60 · 1960-61 · 1961-62 · 1962-63 · 1963-64 · 1964-65 |
| Serie A (1965-1974)       | 1965-66 · 1966-67 · 1967-68 · 1968-69 · 1969-70 · 1970-71 · 1971-72 · 1972-73 · 1973-74 |
| Serie A1 (1974-2001)      | 1974-75 · 1975-76 · 1976-77 · 1977-78 · 1978-79 · 1979-80 · 1980-81 · 1981-82 · 1982-83 · 1983-84 · 1984-85 · 1985-86 · 1986-87 · 1987-88 · 1988-89 · 1989-90 · 1990-91 · 1991-92 · 1992-93 · 1993-94 · 1994-95 · 1995-96 · 1996-97 · 1997-98 · 1998-99 · 1999-00 · 2000-01 |
| Serie A (dal 2001)        | 2001-02 · 2002-03 · 2003-04 · 2004-05 · 2005-06 · 2006-07 · 2007-08 · 2008-09 · 2009-10 · 2010-11 · 2011-12 · 2012-13 · 2013-14 · 2014-15 · 2015-16 · 2016-17 · 2017-18 · 2018-19 · 2019-20 · 2020-21 · 2021-22 · 2022-23 · 2023-24 · 2024-25 · 2025-26                     |

| Prima Divisione (1931-1937) | 1930 · 1931 · 1932 · 1933 · 1934 · 1935 · 1936 · 1936-37 |
| Serie B (1937-1955)         | 1937-38 · 1938-39 · 1939-40 · 1940-41 · 1941-42 · 1942-43 · 1943-47 · 1947-48 · 1948-49 · 1949-50 · 1950-51 · 1951-52 · 1952-53 · 1953-54 · 1954-55 |
| Serie A (1955-1965)         | 1955-56 · 1956-57 · 1957-58 · 1958-59 · 1959-60 · 1960-61 · 1961-62 · 1962-63 · 1963-64 · 1964-65 |
| Serie B (1965-1974)         | 1965-66 · 1966-67 · 1967-68 · 1968-69 · 1969-70 · 1970-71 · 1971-72 · 1972-73 · 1973-74 |
| Serie A2 (1974-2001)        | 1974-75 · 1975-76 · 1976-77 · 1977-78 · 1978-79 · 1979-80 · 1980-81 · 1981-82 · 1982-83 · 1983-84 · 1984-85 · 1985-86 · 1986-87 · 1987-88 · 1988-89 · 1989-90 · 1990-91 · 1991-92 · 1992-93 · 1993-94 · 1994-95 · 1995-96 · 1996-97 · 1997-98 · 1998-99 · 1999-00 · 2000-01 |
| Legadue (2001-2013)         | 2001-02 · 2002-03 · 2003-04 · 2004-05 · 2005-06 · 2006-07 · 2007-08 · 2008-09 · 2009-10 · 2010-11 · 2011-12 · 2012-13 |
| DNA Gold (2013-2014)        | 2013-14 |
| Serie A2 (dal 2014)         | 2014-15 · 2015-16 · 2016-17 · 2017-18 · 2018-19 · 2019-20 · 2020-21 · 2021-22 · 2022-23 · 2023-24 · 2024-25 · 2025-26 |

| Seconda Divisione (1931-1937)    | 1931 · 1932 · 1933 · 1934 · 1935 · 1936 · 1936-37 |
| Prima Divisione (1937-1943)      | 1937-38 · 1938-39 · 1939-40 · 1940-41 · 1941-42 · 1942-43 · 1943-48 |
| Serie C (1948-1955)              | 1948-49 · 1949-50 · 1950-51 · 1951-52 · 1952-53 · 1953-54 · 1954-55 |
| Serie B (1955-1965)              | 1955-56 · 1956-57 · 1957-58 · 1958-59 · 1959-60 · 1960-61 · 1961-62 · 1962-63 · 1963-64 · 1964-65 |
| Serie C (1965-1974)              | 1965-66 · 1966-67 · 1967-68 · 1968-69 · 1969-70 · 1970-71 · 1971-72 · 1972-73 · 1973-74 |
| Serie B (1974-1986)              | 1974-75 · 1975-76 · 1976-77 · 1977-78 · 1978-79 · 1979-80 · 1980-81 · 1981-82 · 1982-83 · 1983-84 · 1984-85 · 1985-86 |
| Serie B d'Eccellenza (1986-2008) | 1986-87 · 1987-88 · 1988-89 · 1989-90 · 1990-91 · 1991-92 · 1992-93 · 1993-94 · 1994-95 · 1995-96 · 1996-97 · 1997-98 · 1998-99 · 1999-00 · 2000-01 · 2001-02 · 2002-03 · 2003-04 · 2004-05 · 2005-06 · 2006-07 · 2007-08 |
| Serie A Dil./DNA (2008-2014)     | 2008-09 · 2009-10 · 2010-11 · 2011-12 · 2012-13 · 2013-14 |
| Serie B (2014-2023)              | 2014-15 · 2015-16 · 2016-17 · 2017-18 · 2018-19 · 2019-20 · 2020-21 · 2021-22 · 2022-23 |
| Serie B Nazionale (dal 2023)     | 2023-24 · 2024-25 · 2025-26 |

|         | 1ª giornata                                    |  |
|         |                                                |  |
| 20 set. | Urania Basket Milano - Rinascita Basket Rimini |  |
| 21 set. | Blu Basket Bergamo - Victoria Libertas Pesaro  |  |
| 21 set. | Basket Scafati - Basket Mestre                 |  |
| 21 set. | RSR Sebastiani Rieti - Avellino Basket         |  |
| 21 set. | JuVi Cremona - Pallacanestro Forlì 2.015       |  |
| 21 set. | Basket Torino - UEB Cividale                   |  |
| 21 set. | Pallacanestro Roseto - Fortitudo Bologna       |  |
| 21 set. | Libertas Livorno 1947 - Benedetto XIV Cento    |  |
| 21 set. | Scaligera Basket Verona - Pistoia Basket 2000  |  |
| 21 set. | Ruvo di Puglia - New Basket Brindisi           |  |

|         | 2ª giornata                                              |  |
|         |                                                          |  |
| 27 set. | UEB Cividale - Scaligera Basket Verona                   |  |
| 27 set. | Basket Mestre - Pallacanestro Roseto                     |  |
| 28 set. | Benedetto XIV Cento - Basket Torino                      |  |
| 28 set. | Avellino Basket - Urania Basket Milano                   |  |
| 28 set. | Victoria Libertas Pesaro - Libertas Livorno 1947         |  |
| 28 set. | Fortitudo Bologna - Basket Scafati                       |  |
| 28 set. | Pistoia Basket 2000 - Blu Basket Bergamo                 |  |
| 28 set. | Pallacanestro Forlì 2.015 - Pallacanestro Ruvo di Puglia |  |
| 28 set. | New Basket Brindisi - JuVi Cremona                       |  |
| 28 set. | Rinascita Basket Rimini - RSR Sebastiani Rieti           |  |

|  | Primo turno | Primo turno | Primo turno |  |  | Secondo turno | Secondo turno | Secondo turno |  |  | Accesso play-off | Accesso play-off |
|  |             |             |             |  |  |               |               |               |  |  |                  |                  |
|  |             |             |             |  |  |               |               |               |  |  |                  |                  |
|  | 11          |             |             |  |  |               |               |               |  |  |                  |                  |
|  | 12          |             |             |  |  |               |               |               |  |  |                  |                  |
|  |             |             |             |  |  | 8             |               |               |  |  |                  |                  |
|  |             |             |             |  |  |               |               |               |  |  |                  |                  |
|  |             |             |             |  |  |               |               |               |  |  |                  |                  |
|  |             |             |             |  |  |               |               |               |  |  |                  |                  |
|  |             |             |             |  |  | 9             |               |               |  |  |                  |                  |
|  |             |             |             |  |  |               |               |               |  |  |                  |                  |
|  | 10          |             |             |  |  |               |               |               |  |  |                  |                  |
|  | 13          |             |             |  |  |               |               |               |  |  |                  |                  |

|  | Spareggi Retrocessione | Spareggi Retrocessione | Spareggi Retrocessione | Spareggi Retrocessione | Spareggi Retrocessione | Spareggi Retrocessione | Spareggi Retrocessione |  |  | Squadre Retrocesse in Serie B Nazionale | Squadre Retrocesse in Serie B Nazionale | Squadre Retrocesse in Serie B Nazionale | Squadre Retrocesse in Serie B Nazionale | Squadre Retrocesse in Serie B Nazionale | Squadre Retrocesse in Serie B Nazionale | Squadre Retrocesse in Serie B Nazionale |  |
|  |                        |                        |                        |                        |                        |                        |                        |  |  |                                         |                                         |                                         |                                         |                                         |                                         |                                         |  |
|  | 16                     |                        |                        |                        |                        |                        |                        |  |  |                                         |                                         |                                         |                                         |                                         |                                         |                                         |  |
|  | 19                     |                        |                        |                        |                        |                        |                        |  |  |                                         |                                         |                                         |                                         |                                         |                                         |                                         |  |
|  | 17                     |                        |                        |                        |                        |                        |                        |  |  |                                         |                                         |                                         |                                         |                                         |                                         |                                         |  |
|  | 18                     |                        |                        |                        |                        |                        |                        |  |  |                                         |                                         |                                         |                                         |                                         |                                         |                                         |  |

|  | Quarti di finale | Quarti di finale | Quarti di finale | Quarti di finale | Quarti di finale | Quarti di finale | Quarti di finale |  |  | Semifinali | Semifinali | Semifinali | Semifinali | Semifinali | Semifinali | Semifinali |  |  | Finale | Finale | Finale | Finale | Finale | Finale | Finale |  |
|  |                  |                  |                  |                  |                  |                  |                  |  |  |            |            |            |            |            |            |            |  |  |        |        |        |        |        |        |        |  |
|  | 2                |                  |                  |                  |                  |                  |                  |  |  |            |            |            |            |            |            |            |  |  |        |        |        |        |        |        |        |  |
|  | 9                |                  |                  |                  |                  |                  |                  |  |  |            |            |            |            |            |            |            |  |  |        |        |        |        |        |        |        |  |
|  | 5                |                  |                  |                  |                  |                  |                  |  |  |            |            |            |            |            |            |            |  |  |        |        |        |        |        |        |        |  |
|  | 6                |                  |                  |                  |                  |                  |                  |  |  |            |            |            |            |            |            |            |  |  |        |        |        |        |        |        |        |  |
|  | 4                |                  |                  |                  |                  |                  |                  |  |  |            |            |            |            |            |            |            |  |  |        |        |        |        |        |        |        |  |
|  | 7                |                  |                  |                  |                  |                  |                  |  |  |            |            |            |            |            |            |            |  |  |        |        |        |        |        |        |        |  |
|  | 3                |                  |                  |                  |                  |                  |                  |  |  |            |            |            |            |            |            |            |  |  |        |        |        |        |        |        |        |  |
|  | 8                |                  |                  |                  |                  |                  |                  |  |  |            |            |            |            |            |            |            |  |  |        |        |        |        |        |        |        |  |

| Pallacanestro di club in Italia — stagione 2025-2026                                                                                           | Pallacanestro di club in Italia — stagione 2025-2026 |
| Stagione precedente (2024-2025) | Stagione precedente (2024-2025)                      |
| --- | ---------------------------------------------------- |
| Maschile | A · A2 · B Naz. · B Int. · C                         |
| Femminile | A1 · A2                                              |
| Stagione 2025-2026 |                                                      |
| Maschile | · A2 · B Naz.                                        |
| Femminile |                                                      |
| Stagione successiva (2026-2027) |                                                      |
| Maschile |                                                      |
| Femminile |                                                      |
| Classifiche · Coppa Italia maschile · Coppa Italia femminile · Supercoppa maschile · Supercoppa femminile · Federazione Italiana Pallacanestro |                                                      |

| Stagioni sportive delle squadre di Serie A2 2025-2026 | Stagioni sportive delle squadre di Serie A2 2025-2026 |
| --- | ----------------------------------------------------- |
| Avellino · Bergamo · Brindisi · Cento · Cividale · Forlì · Fortitudo Bologna · JuVi Cremona · Libertas Livorno · Mestre · Pesaro · Pistoia · Rieti · Rimini · Roseto · Ruvo di Puglia · Scafati · Torino · Urania Milano · Verona |                                                       |

| Div.Nazionale (1920-1937) | 1920 · 1921 · 1922 · 1923 · 1924 · 1925 · 1926 · 1927 · 1928 · 1929 · 1930 · 1931 · 1932 · 1933 · 1934 · 1935 · 1935-36 · 1936-37 |
| Serie A (1937-1943)       | 1937-38 · 1938-39 · 1939-40 · 1940-41 · 1941-42 · 1942-43 |
| Div.Nazionale (1943-1947) | 1944 · 1945 · 1945-46 · 1946-47 |
| Serie A (1947-1955)       | 1947-48 · 1948-49 · 1949-50 · 1950-51 · 1951-52 · 1952-53 · 1953-54 · 1954-55 |
| Elette (1955-1965)        | 1955-56 · 1956-57 · 1957-58 · 1958-59 · 1959-60 · 1960-61 · 1961-62 · 1962-63 · 1963-64 · 1964-65 |
| Serie A (1965-1974)       | 1965-66 · 1966-67 · 1967-68 · 1968-69 · 1969-70 · 1970-71 · 1971-72 · 1972-73 · 1973-74 |
| Serie A1 (1974-2001)      | 1974-75 · 1975-76 · 1976-77 · 1977-78 · 1978-79 · 1979-80 · 1980-81 · 1981-82 · 1982-83 · 1983-84 · 1984-85 · 1985-86 · 1986-87 · 1987-88 · 1988-89 · 1989-90 · 1990-91 · 1991-92 · 1992-93 · 1993-94 · 1994-95 · 1995-96 · 1996-97 · 1997-98 · 1998-99 · 1999-00 · 2000-01 |
| Serie A (dal 2001)        | 2001-02 · 2002-03 · 2003-04 · 2004-05 · 2005-06 · 2006-07 · 2007-08 · 2008-09 · 2009-10 · 2010-11 · 2011-12 · 2012-13 · 2013-14 · 2014-15 · 2015-16 · 2016-17 · 2017-18 · 2018-19 · 2019-20 · 2020-21 · 2021-22 · 2022-23 · 2023-24 · 2024-25 · 2025-26                     |

| Prima Divisione (1931-1937) | 1930 · 1931 · 1932 · 1933 · 1934 · 1935 · 1936 · 1936-37 |
| Serie B (1937-1955)         | 1937-38 · 1938-39 · 1939-40 · 1940-41 · 1941-42 · 1942-43 · 1943-47 · 1947-48 · 1948-49 · 1949-50 · 1950-51 · 1951-52 · 1952-53 · 1953-54 · 1954-55 |
| Serie A (1955-1965)         | 1955-56 · 1956-57 · 1957-58 · 1958-59 · 1959-60 · 1960-61 · 1961-62 · 1962-63 · 1963-64 · 1964-65 |
| Serie B (1965-1974)         | 1965-66 · 1966-67 · 1967-68 · 1968-69 · 1969-70 · 1970-71 · 1971-72 · 1972-73 · 1973-74 |
| Serie A2 (1974-2001)        | 1974-75 · 1975-76 · 1976-77 · 1977-78 · 1978-79 · 1979-80 · 1980-81 · 1981-82 · 1982-83 · 1983-84 · 1984-85 · 1985-86 · 1986-87 · 1987-88 · 1988-89 · 1989-90 · 1990-91 · 1991-92 · 1992-93 · 1993-94 · 1994-95 · 1995-96 · 1996-97 · 1997-98 · 1998-99 · 1999-00 · 2000-01 |
| Legadue (2001-2013)         | 2001-02 · 2002-03 · 2003-04 · 2004-05 · 2005-06 · 2006-07 · 2007-08 · 2008-09 · 2009-10 · 2010-11 · 2011-12 · 2012-13 |
| DNA Gold (2013-2014)        | 2013-14 |
| Serie A2 (dal 2014)         | 2014-15 · 2015-16 · 2016-17 · 2017-18 · 2018-19 · 2019-20 · 2020-21 · 2021-22 · 2022-23 · 2023-24 · 2024-25 · 2025-26 |

| Seconda Divisione (1931-1937)    | 1931 · 1932 · 1933 · 1934 · 1935 · 1936 · 1936-37 |
| Prima Divisione (1937-1943)      | 1937-38 · 1938-39 · 1939-40 · 1940-41 · 1941-42 · 1942-43 · 1943-48 |
| Serie C (1948-1955)              | 1948-49 · 1949-50 · 1950-51 · 1951-52 · 1952-53 · 1953-54 · 1954-55 |
| Serie B (1955-1965)              | 1955-56 · 1956-57 · 1957-58 · 1958-59 · 1959-60 · 1960-61 · 1961-62 · 1962-63 · 1963-64 · 1964-65 |
| Serie C (1965-1974)              | 1965-66 · 1966-67 · 1967-68 · 1968-69 · 1969-70 · 1970-71 · 1971-72 · 1972-73 · 1973-74 |
| Serie B (1974-1986)              | 1974-75 · 1975-76 · 1976-77 · 1977-78 · 1978-79 · 1979-80 · 1980-81 · 1981-82 · 1982-83 · 1983-84 · 1984-85 · 1985-86 |
| Serie B d'Eccellenza (1986-2008) | 1986-87 · 1987-88 · 1988-89 · 1989-90 · 1990-91 · 1991-92 · 1992-93 · 1993-94 · 1994-95 · 1995-96 · 1996-97 · 1997-98 · 1998-99 · 1999-00 · 2000-01 · 2001-02 · 2002-03 · 2003-04 · 2004-05 · 2005-06 · 2006-07 · 2007-08 |
| Serie A Dil./DNA (2008-2014)     | 2008-09 · 2009-10 · 2010-11 · 2011-12 · 2012-13 · 2013-14 |
| Serie B (2014-2023)              | 2014-15 · 2015-16 · 2016-17 · 2017-18 · 2018-19 · 2019-20 · 2020-21 · 2021-22 · 2022-23 |
| Serie B Nazionale (dal 2023)     | 2023-24 · 2024-25 · 2025-26 |

| Div.Nazionale (1920-1937) | 1920 · 1921 · 1922 · 1923 · 1924 · 1925 · 1926 · 1927 · 1928 · 1929 · 1930 · 1931 · 1932 · 1933 · 1934 · 1935 · 1935-36 · 1936-37 |
| Serie A (1937-1943)       | 1937-38 · 1938-39 · 1939-40 · 1940-41 · 1941-42 · 1942-43 |
| Div.Nazionale (1943-1947) | 1944 · 1945 · 1945-46 · 1946-47 |
| Serie A (1947-1955)       | 1947-48 · 1948-49 · 1949-50 · 1950-51 · 1951-52 · 1952-53 · 1953-54 · 1954-55 |
| Elette (1955-1965)        | 1955-56 · 1956-57 · 1957-58 · 1958-59 · 1959-60 · 1960-61 · 1961-62 · 1962-63 · 1963-64 · 1964-65 |
| Serie A (1965-1974)       | 1965-66 · 1966-67 · 1967-68 · 1968-69 · 1969-70 · 1970-71 · 1971-72 · 1972-73 · 1973-74 |
| Serie A1 (1974-2001)      | 1974-75 · 1975-76 · 1976-77 · 1977-78 · 1978-79 · 1979-80 · 1980-81 · 1981-82 · 1982-83 · 1983-84 · 1984-85 · 1985-86 · 1986-87 · 1987-88 · 1988-89 · 1989-90 · 1990-91 · 1991-92 · 1992-93 · 1993-94 · 1994-95 · 1995-96 · 1996-97 · 1997-98 · 1998-99 · 1999-00 · 2000-01 |
| Serie A (dal 2001)        | 2001-02 · 2002-03 · 2003-04 · 2004-05 · 2005-06 · 2006-07 · 2007-08 · 2008-09 · 2009-10 · 2010-11 · 2011-12 · 2012-13 · 2013-14 · 2014-15 · 2015-16 · 2016-17 · 2017-18 · 2018-19 · 2019-20 · 2020-21 · 2021-22 · 2022-23 · 2023-24 · 2024-25 · 2025-26                     |

| Prima Divisione (1931-1937) | 1930 · 1931 · 1932 · 1933 · 1934 · 1935 · 1936 · 1936-37 |
| Serie B (1937-1955)         | 1937-38 · 1938-39 · 1939-40 · 1940-41 · 1941-42 · 1942-43 · 1943-47 · 1947-48 · 1948-49 · 1949-50 · 1950-51 · 1951-52 · 1952-53 · 1953-54 · 1954-55 |
| Serie A (1955-1965)         | 1955-56 · 1956-57 · 1957-58 · 1958-59 · 1959-60 · 1960-61 · 1961-62 · 1962-63 · 1963-64 · 1964-65 |
| Serie B (1965-1974)         | 1965-66 · 1966-67 · 1967-68 · 1968-69 · 1969-70 · 1970-71 · 1971-72 · 1972-73 · 1973-74 |
| Serie A2 (1974-2001)        | 1974-75 · 1975-76 · 1976-77 · 1977-78 · 1978-79 · 1979-80 · 1980-81 · 1981-82 · 1982-83 · 1983-84 · 1984-85 · 1985-86 · 1986-87 · 1987-88 · 1988-89 · 1989-90 · 1990-91 · 1991-92 · 1992-93 · 1993-94 · 1994-95 · 1995-96 · 1996-97 · 1997-98 · 1998-99 · 1999-00 · 2000-01 |
| Legadue (2001-2013)         | 2001-02 · 2002-03 · 2003-04 · 2004-05 · 2005-06 · 2006-07 · 2007-08 · 2008-09 · 2009-10 · 2010-11 · 2011-12 · 2012-13 |
| DNA Gold (2013-2014)        | 2013-14 |
| Serie A2 (dal 2014)         | 2014-15 · 2015-16 · 2016-17 · 2017-18 · 2018-19 · 2019-20 · 2020-21 · 2021-22 · 2022-23 · 2023-24 · 2024-25 · 2025-26 |

| Seconda Divisione (1931-1937)    | 1931 · 1932 · 1933 · 1934 · 1935 · 1936 · 1936-37 |
| Prima Divisione (1937-1943)      | 1937-38 · 1938-39 · 1939-40 · 1940-41 · 1941-42 · 1942-43 · 1943-48 |
| Serie C (1948-1955)              | 1948-49 · 1949-50 · 1950-51 · 1951-52 · 1952-53 · 1953-54 · 1954-55 |
| Serie B (1955-1965)              | 1955-56 · 1956-57 · 1957-58 · 1958-59 · 1959-60 · 1960-61 · 1961-62 · 1962-63 · 1963-64 · 1964-65 |
| Serie C (1965-1974)              | 1965-66 · 1966-67 · 1967-68 · 1968-69 · 1969-70 · 1970-71 · 1971-72 · 1972-73 · 1973-74 |
| Serie B (1974-1986)              | 1974-75 · 1975-76 · 1976-77 · 1977-78 · 1978-79 · 1979-80 · 1980-81 · 1981-82 · 1982-83 · 1983-84 · 1984-85 · 1985-86 |
| Serie B d'Eccellenza (1986-2008) | 1986-87 · 1987-88 · 1988-89 · 1989-90 · 1990-91 · 1991-92 · 1992-93 · 1993-94 · 1994-95 · 1995-96 · 1996-97 · 1997-98 · 1998-99 · 1999-00 · 2000-01 · 2001-02 · 2002-03 · 2003-04 · 2004-05 · 2005-06 · 2006-07 · 2007-08 |
| Serie A Dil./DNA (2008-2014)     | 2008-09 · 2009-10 · 2010-11 · 2011-12 · 2012-13 · 2013-14 |
| Serie B (2014-2023)              | 2014-15 · 2015-16 · 2016-17 · 2017-18 · 2018-19 · 2019-20 · 2020-21 · 2021-22 · 2022-23 |
| Serie B Nazionale (dal 2023)     | 2023-24 · 2024-25 · 2025-26 |